# 541132 Leleakuhonua
541132 Leleakuhonua este o planetă minoră (Sednoid) din Obiect transneptunian. A fost descoperită pe 13 octombrie 2015 la Mauna Kea Observatories⁠(d) de David J. Tholen⁠(d). 
Obiectul prezintă o orbită caracterizată de o semiaxă mare de 1.349,2288959437 de UAi, o excentricitate de 0,95184247110103, o înclinație de 11,675645702157 ° în raport cu ecliptica.